# About a Boy
About a Boy (2002) er et britisk-amerikansk komedie-drama, som er instrueret af brødrene Chris og Paul Weitz. Filmen er baseret på en roman fra 1998 af samme navn, som er skrevet af forfatteren Nick Hornby. 
Filmen er centreret omkring ungkarlen Will og drengen Marcus, spillet af henholdsvis Hugh Grant og Nicholas Hoult. I øvrigt medvirker Toni Collette som Marcus mor, Fiona og Rachel Weisz. 
Filmen blev nomineret til en Oscar for "Best Adapted Screenplay."